# شجاع‌الدین خورشید
شجاع الدین خورشید بن ابوبکر بن محمد بن خورشید (۵۸۰–۶۲۱) از امرای لر کوچک و بنیان‌گذار سلسله اتابکان بود. ولایت لر کوچک نامی است تاریخی برای استان‌های لرستان و ایلام امروزی. در سال ۵۸۰ ه‍.ق شجاع الدین خورشید یکی از روسای ایشان که از سرکردگان جنگروی شعبه سلبوری بود سلسله اتابکان لر کوچک را بنیان نهاد. آرامگاه وی در روستای شهنشاه، از توابع شهرستان خرم‌آباد قرار دارد.

## تأسیس اتابکان لر کوچک
در سال ۵۸۰ هجری قمری شجاع الدینی خورشید، که یکی از رؤسای لر کوچک  بود طوایف لر کوچک را تحت امر خود درآورد و بر قلعهٔ معتبر «مانرود» که از دژهای مستحکم لرستان بود مسلّط شد.
اقتدار پیدا کردن شجاع الدین و پیروانش باعث نگرانی خلیفه عباسی، الناصرلدین‌اللّه شد. برای همین شجاع الدین و برادرش نورالدین محمد را به بغداد فراخواند و فرمان تسلیم قلعه مانرود را صادر کرد. اما شجاع الدین و برادرش حاضر به تسلیم قلعه نشدند. به دنبال این کار ناصر برادر شجاع الدین را زندانی کرد، تا اینکه در زندان مرد. شجاع الدین نیز حاضر شد قلعه مانرود را واگذار کرد و در مقابل حکومت ولایت طرازک از ولایت خوزستان را به دست آورد. شجاع الدین قریب ۳۰ سال دیگر در آن حدود حکومت می‌کرد تا آنکه در سال ۶۲۱ هجری قمری از دنیا رفت، گفته می‌شود سن وی بیش از ۱۰۰ سال بوده‌است.
شجاع الدین پسر خود بدر و برادرزاده اش سیف الدین رستم را در آخر عمر که از کار افتاده بود به اداره امور قبایل تابعه حکمرانی منصوب کرده بود و جانشینی خود را به ترتیب به بدر و بعد از او به سیف الدین رستم واگذار کرده بود. اما سیف الدین در حیات شجاع الدین از پیری او استفاده کرده بدر را به خیانت نسبت به پدر متهم کرد و پدر را بکشتن بدر واداشت و خود بعد از مرگ شجاع الدین خورشید توانست به حکومت دست پیدا کند.

## گستره حکومتی
طوایف لر کوچک قبایلی بودند  از لران ایرانی که در حدود بین عراق عجم و عراق عرب ییلاق و قشلاق می‌کردند و خراج خود را به دیوان بغداد می‌دادند و به بسیار کم حکومتی مستقل داشتند. سرزمین لرستان به دو قسمت لر کوچک و لر بزرگ تقسیم می‌شود.
در کتاب تاریخ مغول در صفحه ۴۴۲ و در کتاب مجمل التواریخ گلستانه در صفحه ۲۰۴ به این شرح در خصوص نواحی لر کوچک و بزرگ آمده‌است:
 لر کوچک همان است که حالیه هم آن را لرستان می‌گوییم و غرض از این قسمت اخیر که در آن ایام لر کوچک خواند می‌شده بیشتر ناحیه فیلی یعنی اطراف خرم‌آباد و اراضی پشت کوه بوده‌است. مراد از لر کوچک، ایلات لرستان حالیه و مراد از لر بزرگ، ایلات بختیاری دانسته شده‌است یعنی به خلاف تقسیم فوق.